# Behållare
En behållare är ett större föremål avsett att helt (sluten behållare) eller delvis (öppen behållare) förvara till exempel vätskor eller gaser. De kan vara gjorda för engångsbruk eller återanvändning.
Ordet "behållare" finns belagt i svenska språket sedan 1818.

## Typer av behållare
- Flaska
- Korg
- Vas